# Sufganiyah

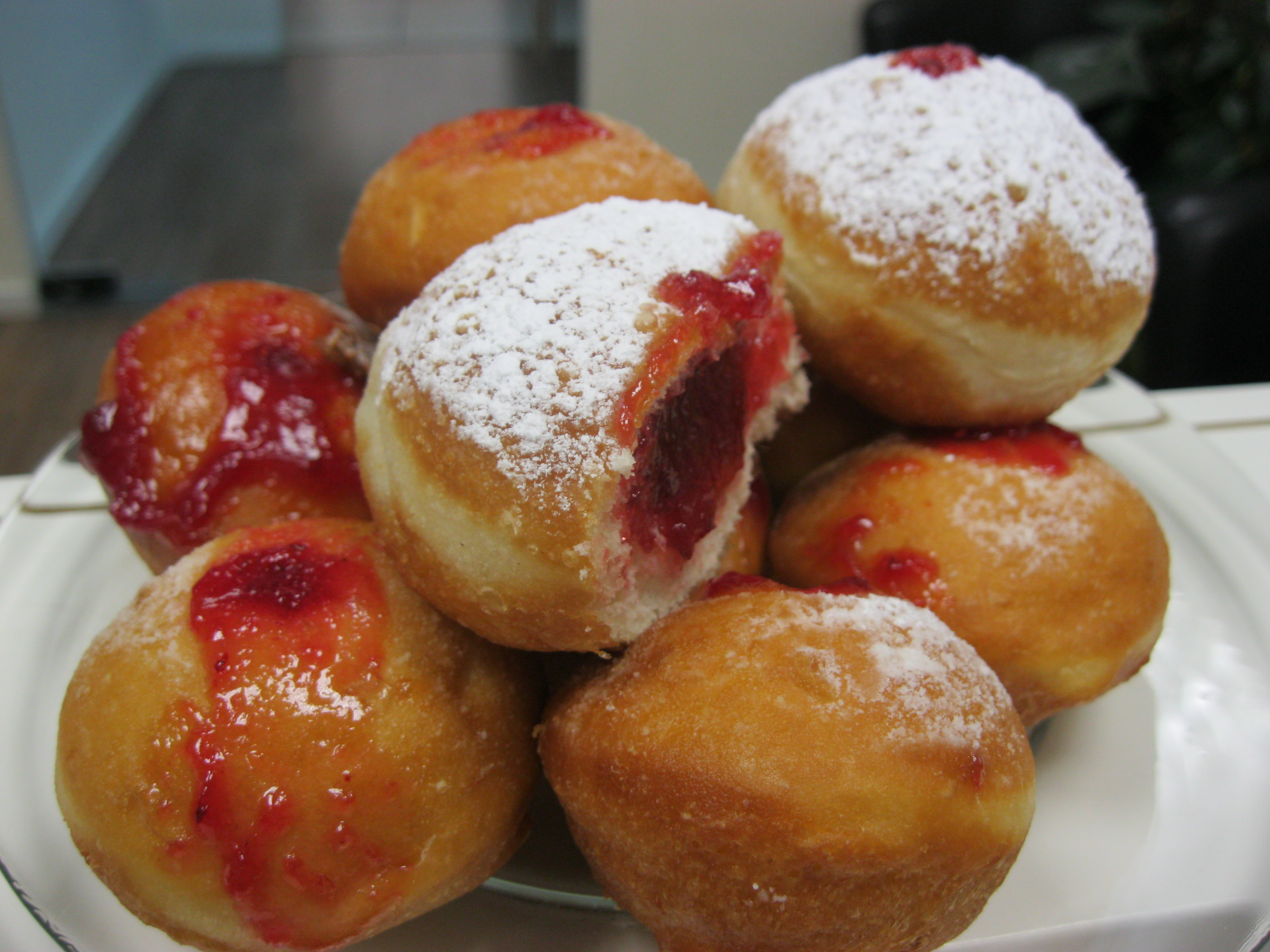
Sufganiyot

Die Sufganiyah (hebräisch סופגנייה oder סופגניה; Plural Sufganiyot סופגניות; jiddisch פּאָנטשקע YIVO ponchke) ist ein rundes Gebäck aus Hefeteig mit Konfitürenfüllung, das weltweit am jüdischen Chanukkafest gegessen wird. Das Gebäck wird frittiert, mit Marmelade oder Vanillecreme gefüllt und mit Puderzucker bestreut. Es ähnelt dem Krapfen bzw. dem Berliner Pfannkuchen.

## Geschichte
Die Tradition geht möglicherweise auf das 18. Jahrhundert zurück; ein marokkanisches Manuskript aus dem Jahr 1780 zitiert Rabbiner Maimon (den Vater des Rambam): »Und die Tradition, al-sfinj zu machen, ... setzt die Tradition der Alten fort, denn sie werden in Öl gebacken.«

## Etymologie
Das arabische Wort sfinj سفنج in dem genannten Manuskript bezeichnete ein frittiertes Gebäck; die aramäische Entsprechung war sufganin/sufginin.
David Yellin übersetzte 1879 den Roman The Vicar of Wakefield von Oliver Goldsmith ins Hebräische. Für das Wort shortbread erfand er das hebräische Wort sufganiyot. 1913 beschloss der Rat für die Hebräische Sprache, das Wort sufganiya für das jiddische Wort latke לאטקע, d. h. Kartoffelpuffer zu verwenden, und einige Schriftsteller – darunter Uri Nissan Gnessin und Chaim Nachman Bialik – verwendeten es in diesem Sinne. Letztendlich setzte sich das hebräische Wort leviva לביבה (nach 2. Samuel 13:8) für latke durch (vielleicht aufgrund des ähnlichen Klanges), und sufganiya wurde für den Krapfen verwendet (vielleicht, weil es ähnlich wie sfinj klingt); 1938 gab der Rat nach und definierte sufganiya offiziell als Krapfen.
Das Wort sufganiya ist von sfog סְפוֹג »Schwamm« abgeleitet, eine Entlehnung aus dem Griechischen spóngos altgriechisch σπόγγος bzw. sphongos altgriechisch σφόγγος »Schwamm«.